# Michael Carlin
Michael Carlin é um diretor de arte australiano. Como reconhecimento, foi nomeado ao Oscar 2009 na categoria de Melhor Direção de Arte por The Duchess.